# Pernarec
Pernarec (en allemand : Pernharz) est une commune du district de Plzeň-Nord, dans la région de Plzeň, en République tchèque. Sa population s'élevait à 719 habitants en 2022.

## Géographie
Pernarec se trouve à 13 km au nord-ouest de Město Touškov, à 23 km au nord de Plzeň et à 100 km à l'ouest-sud-ouest de Prague.
La commune est limitée par Křelovice au nord-ouest, par Úněšov au nord-est, par Všeruby à l'est, par Líšťany et Čerňovice au sud, et par Erpužice et Trpísty à l'ouest.

## Histoire
La première mention écrite de la localité date de 1219.

## Administration
La commune se compose de six sections :
- Březí
- Krukanice
- Málkovice
- Něšov
- Pernarec
- Skupeč

## Galerie

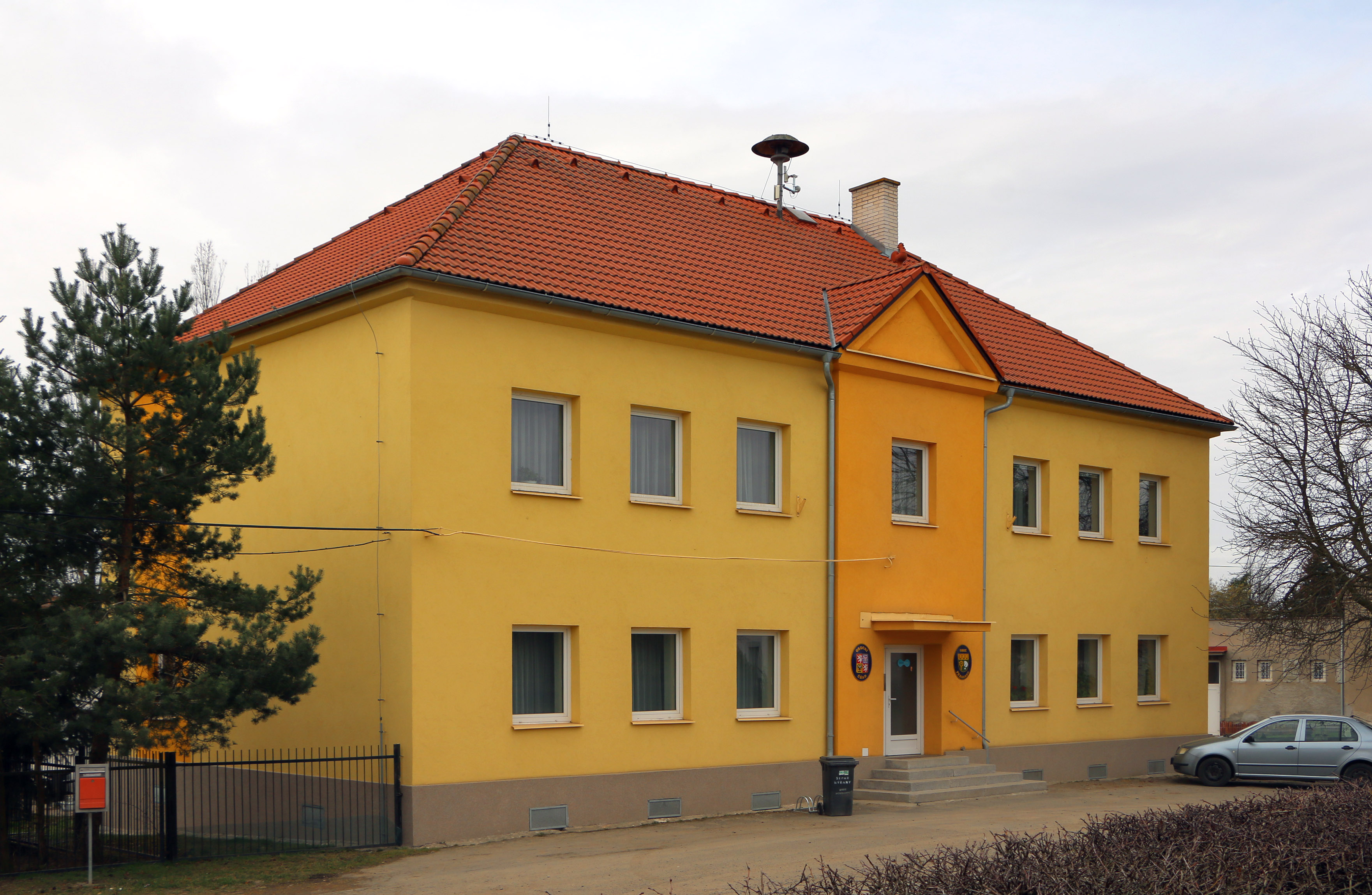
Pernarec : la mairie.
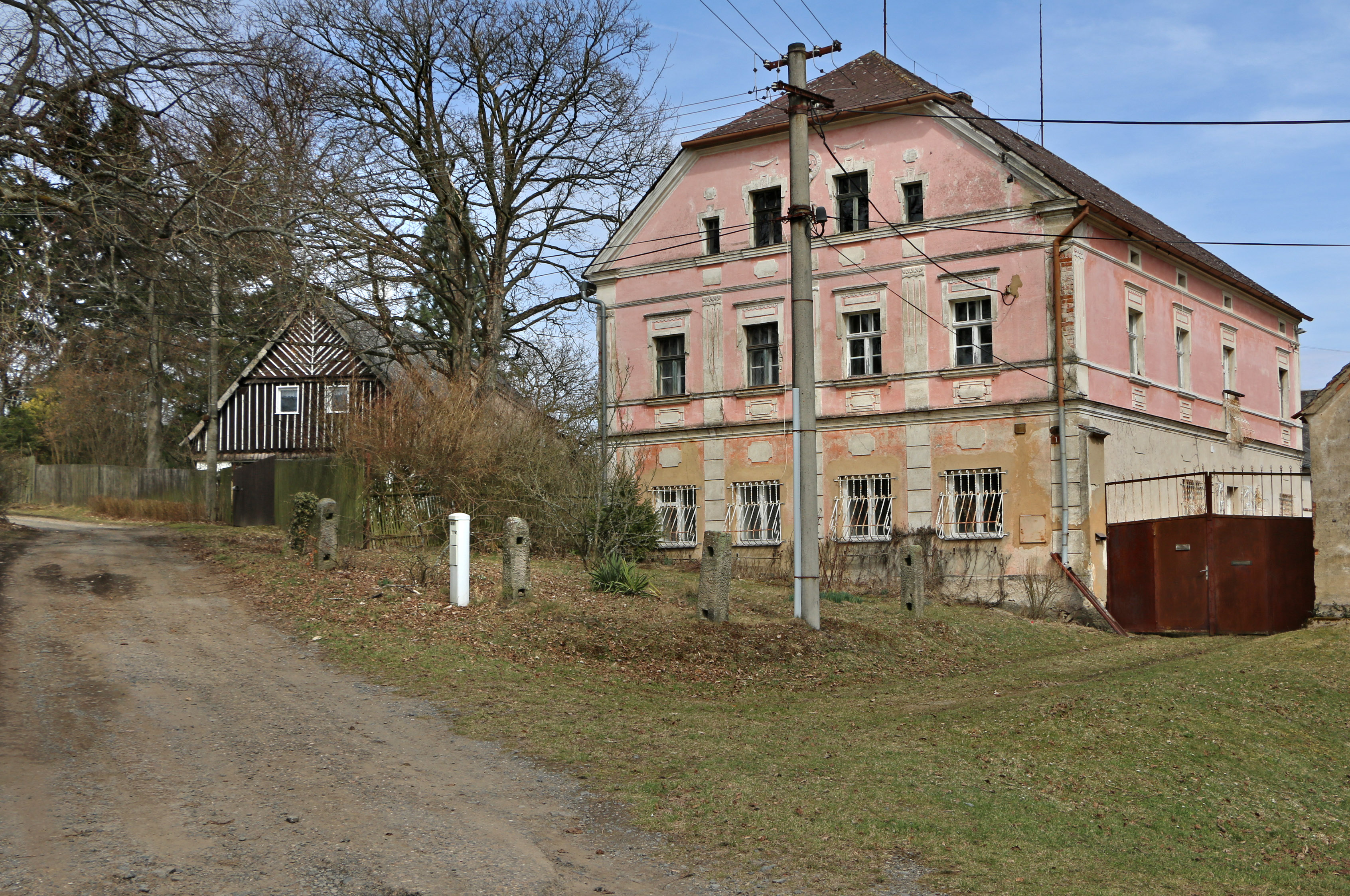
Maisons à Něšov.

## Transports
Par la route, Pernarec se trouve à 26 km de Stříbro, à 27 km de Plzeň et à 121 km de Prague. 